# Marième Badiane
Marième Badiane (Brest, 24 novembre 1994) è una cestista francese.

## Carriera
Con la Francia ha disputato due edizioni dei Campionati mondiali (2018, 2022) e i Campionati europei del 2019.